# 김제식
김제식(金濟植, 1957년 7월 10일~)은 대한민국의 검사 출신 정치인으로, 제19대 국회의원을 지냈다.

## 학력
- 1970년 대산국민학교 졸업
- 1973년 대산중학교 졸업
- 1976년 제물포고등학교 졸업
- 1980년 서울대학교 법과대학 법학 학사

## 경력
- 1985년: 부산지방검찰청 검사
- 1987년: 전주지방검찰청 남원지청 검사
- 1988년: 서울지방검찰청 남부지청 검사
- 1991년: 대구지방검찰청 검사
- 1991년: 프랑스 국립사법관학교 연수
- 1993년: 법무부 검찰국 검사
- 1994년: 법무부 검찰3과 검사
- 1996년: 광주고등검찰청 검사
- 1997년: 대검찰청 검찰연구관
- 1998년: 대전지방검찰청 논산지청장
- 1999년: 사법연수원 교수
- 2001년: 법무부 특수법령과장
- 2002년: 서울중앙지방검찰청 공판1부장 검사
- 2003년: 대전지방검찰청 형사1부장 검사
- 2004년: 광주지방검찰청 목포지청 지청장
- 2005년: 수원지방검찰청 안산지청 차장검사
- 2006년: 광주지방검찰청 차장검사
- 서울중앙지방검찰청 부장검사
- 2007년 3월~2008년 3월: 제19대 부산지방검찰청 동부지청 지청장
- 2008년: 변호사김제식법률사무소 대표
- 2010년~2013년 2월: 법무법인 동인 변호사
- 국가미래연구원 법정치분과위원
- 대한법률구조공단 비상임 감사
- 대한상사중재원 부회장
- 서산-태안 장애인복지관, 장애인협회 고문변호사
- 재경 서산시 향우외 감사
- 서산시 음암면 마을 변호사
- 서산 부석사 관음상 봉안추진위 고문변호사
- 숙박업소, 건설기계연합회,미용사협회 서산태안지부 고문변호사
- 서산 로타리클럽 회원
- 2014년 7월~2016년 5월: 제19대 국회의원(충남 서산시태안군/새누리당)
  - 2014년 8월~2016년 5월: 제19대 국회 후반기 보건복지위원회 위원
  - 2015년 2월~2015년 7월: 제19대 국회 운영위원회 위원
  - 2015년 6월~2016년 5월: 제19대 국회 예산결산특별위원회 위원
- 2014년 8월~2015년 7월: 새누리당 중앙윤리위원회 윤리관
- 2015년 2월~2015년 7월: 새누리당 원내부대표
- 2015년 6월~2016년 7월: 새누리당 충남도당 위원장
- 2017년 6월~2018년 2월: 바른정당 충청남도당 위원장
- 2018년 2월~2018년 6월: 바른미래당 충남도당 공동위원장
- 바른미래당 서산·태안 공동지역위원장
- 바른미래당 충남도당위원장 직무대행
- 2018년~2019년 4월: 바른미래당 인천남구갑 지역위원장
- 법무법인 로고스 상임고문 변호사
- 2021년 8월~2021년 9월: 최재형 열린캠프 자문위원
- 2023년 3월 ~2025년 4월 대한민국헌정회 감사
- 2023년 5월 ~ 자유민주당 입당
- (재)대한민국역사와미래 지혜의 숲 100인 포럼 정책위원 겸 감사

## 수상
- 1995년 근정포장
- 2007년 홍조근정훈장

## 역대 선거 결과
| 실시년도 | 선거        | 대수 | 직책     | 선거구             | 정당     | 득표수   | 득표율          | 순위 | 당락 | 비고 |
| -------- | ----------- | ---- | -------- | ------------------ | -------- | -------- | --------------- | ---- | ---- | ---- |
| 2014년   | 7.30 재보선 | 19대 | 국회의원 | 충남 서산시·태안군 | 새누리당 | 30,173표 | \| \| 49.66% \| | 1위  |      | 초선 |
|          | 49.66%      |      |          |                    |          |          |                 |      |      |      |